# Mosteiro de Travanca
O Mosteiro de Travanca ou Mosteiro de São Salvador de Travanca (século XII – século XVII) compreende o convento, a igreja e a torre; localiza-se na freguesia de Travanca, no município de Amarante, em Portugal. Integra "uma das mais importantes e antigas igrejas românicas portuguesas" e está classificado como Monumento Nacional desde 27 de Janeiro de 1916.

## História; características
A terra onde foi edificado este monumental conjunto monástico, foi doada no século X a D. Mumio Viegas; seriam os seus descendentes a fundar o mosteiro (da Ordem Beneditina). O início da construção da igreja remonta, segundo Jorge Rodrigues, ao final do século XI, prolongando-se pelas centúrias seguintes; a igreja conserva em grande parte a estrutura românica original (século XIII).
O edifício apresenta uma estrutura basilical, sendo o corpo da igreja composto por três naves escalonadas com cobertura de madeira, separadas por arcos quebrados, sem transepto saliente; iluminação por clerestório. A cabeceira é composta por uma abside retangular (capela-mor), de que apenas o primeiro tramo data da construção primitiva, e dois absidíolos semicirculares cobertos por abóbada de quarto de esfera. Na fachada principal sobressai, ao centro, o portal axial, de quatro arquivoltas, tímpano liso e capitéis decorados. No século XIV foi edificada, ao lado da igreja, a torre defensiva; esta estrutura militar gótica "contrasta com a decoração de gosto românico, bem patente no Agnus Dei esculpido no tímpano da porta, numa tentativa de revivalismo dos modelos do românico bracarense".
No século XVII foram efetuadas obras no mosteiro, com ampliação da capela-mor e reconstrução do espaço do claustro.

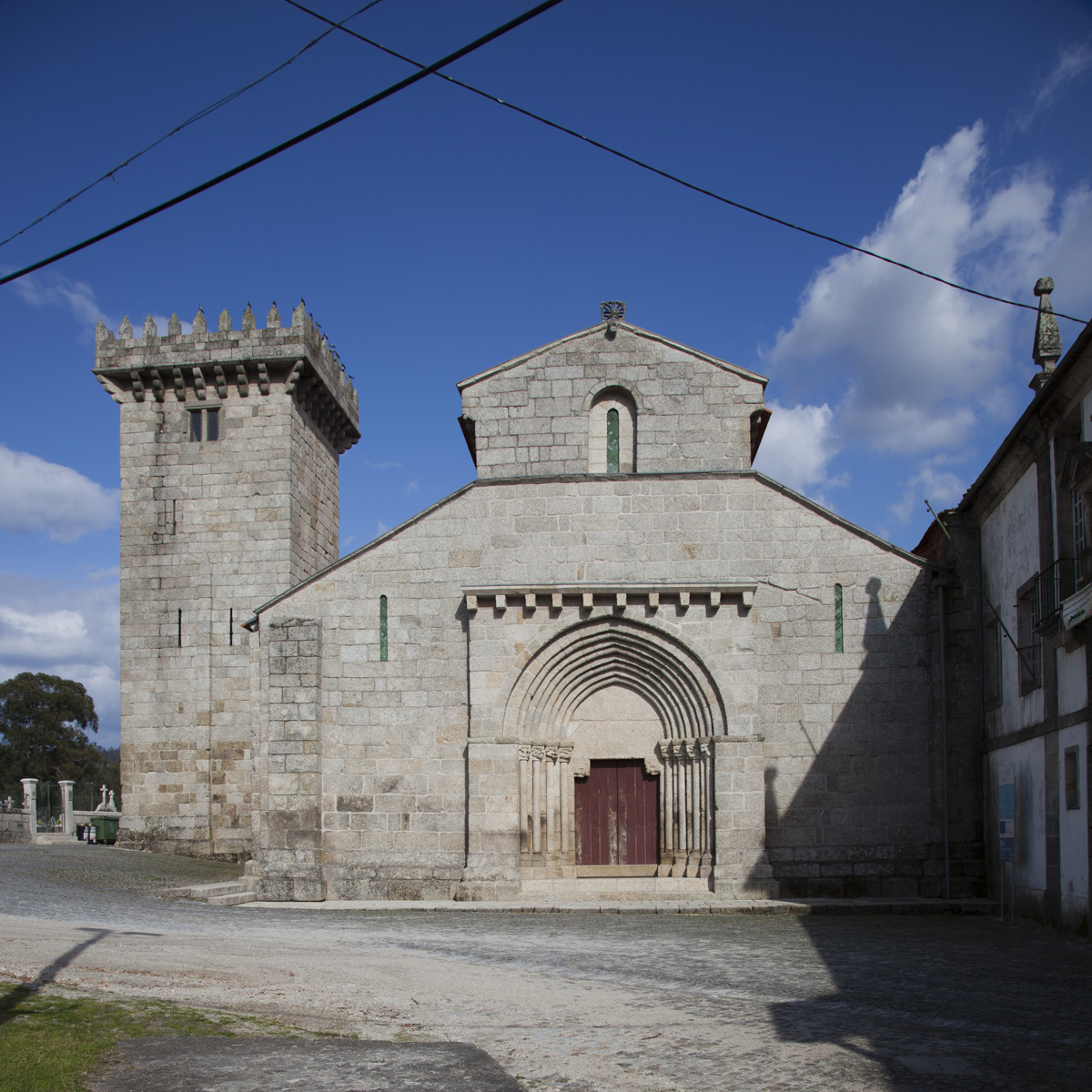
Igreja e torre
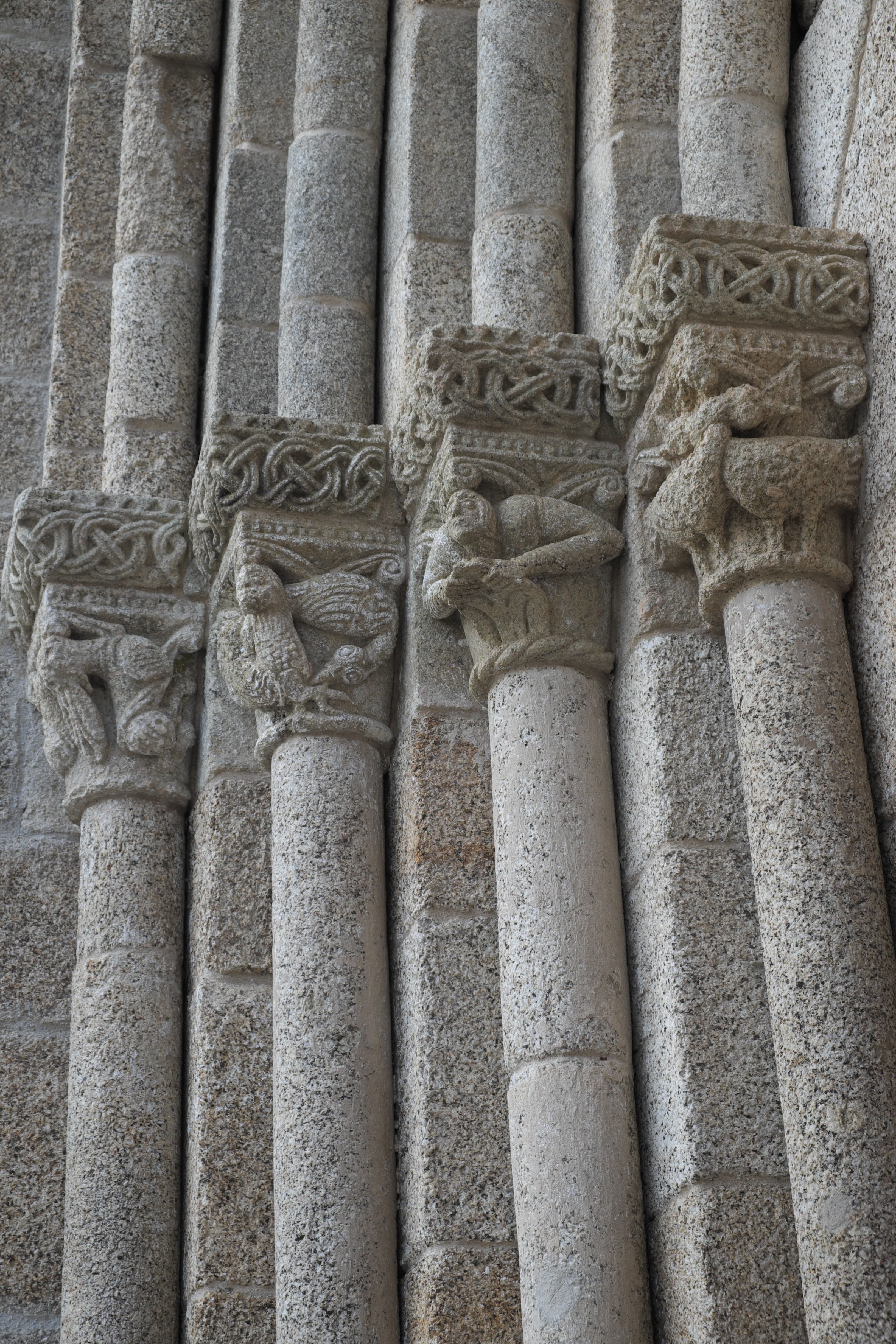
Pormenor do portal da igreja
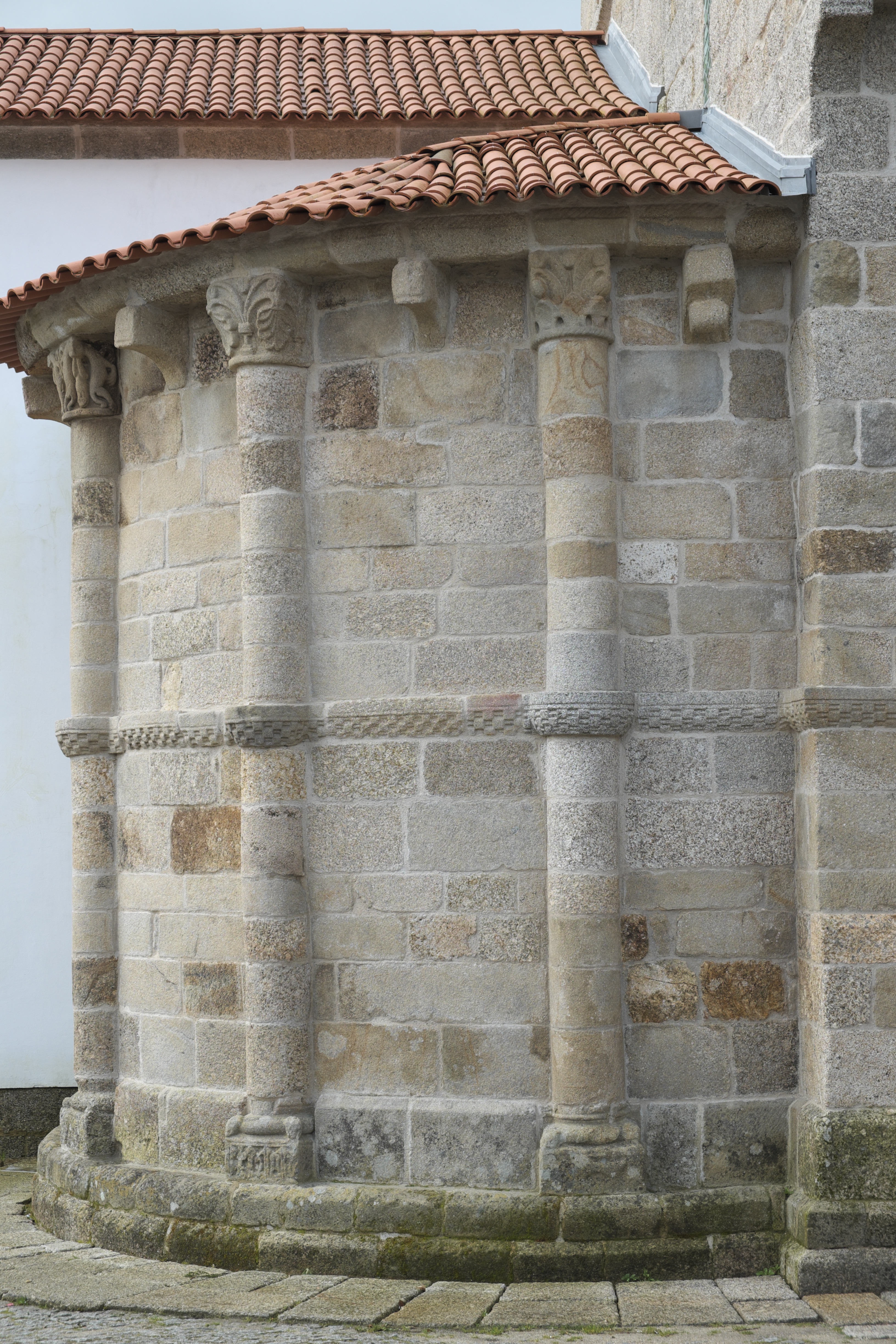
Cabeceira da igreja (absidíolo)
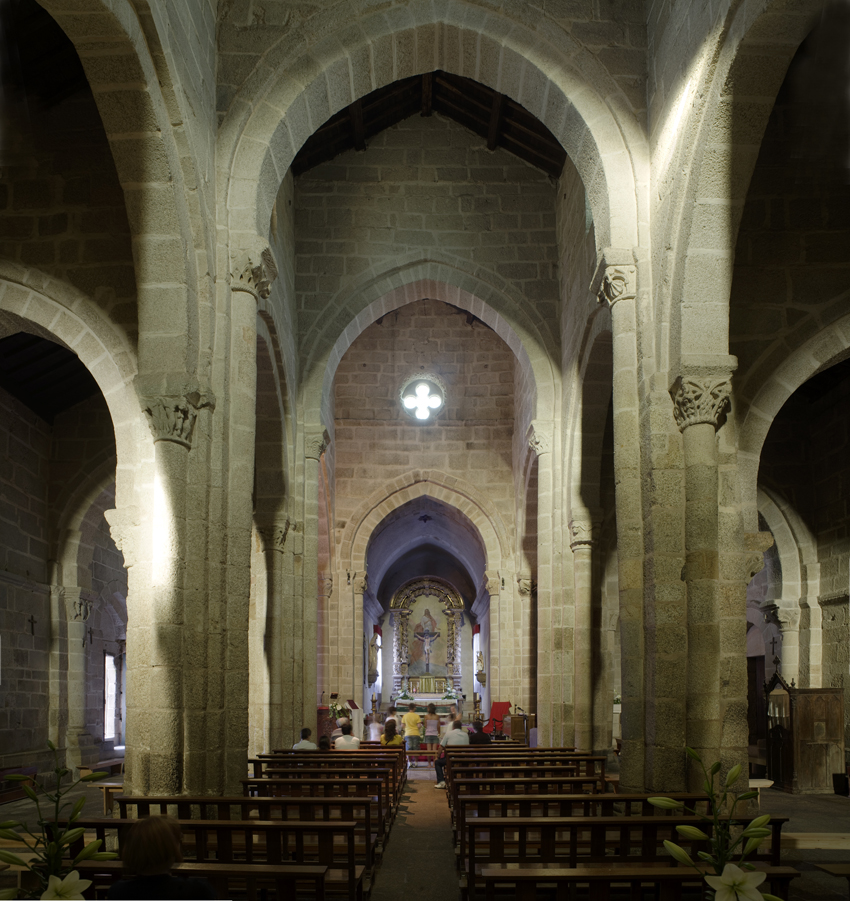
Interior da igreja
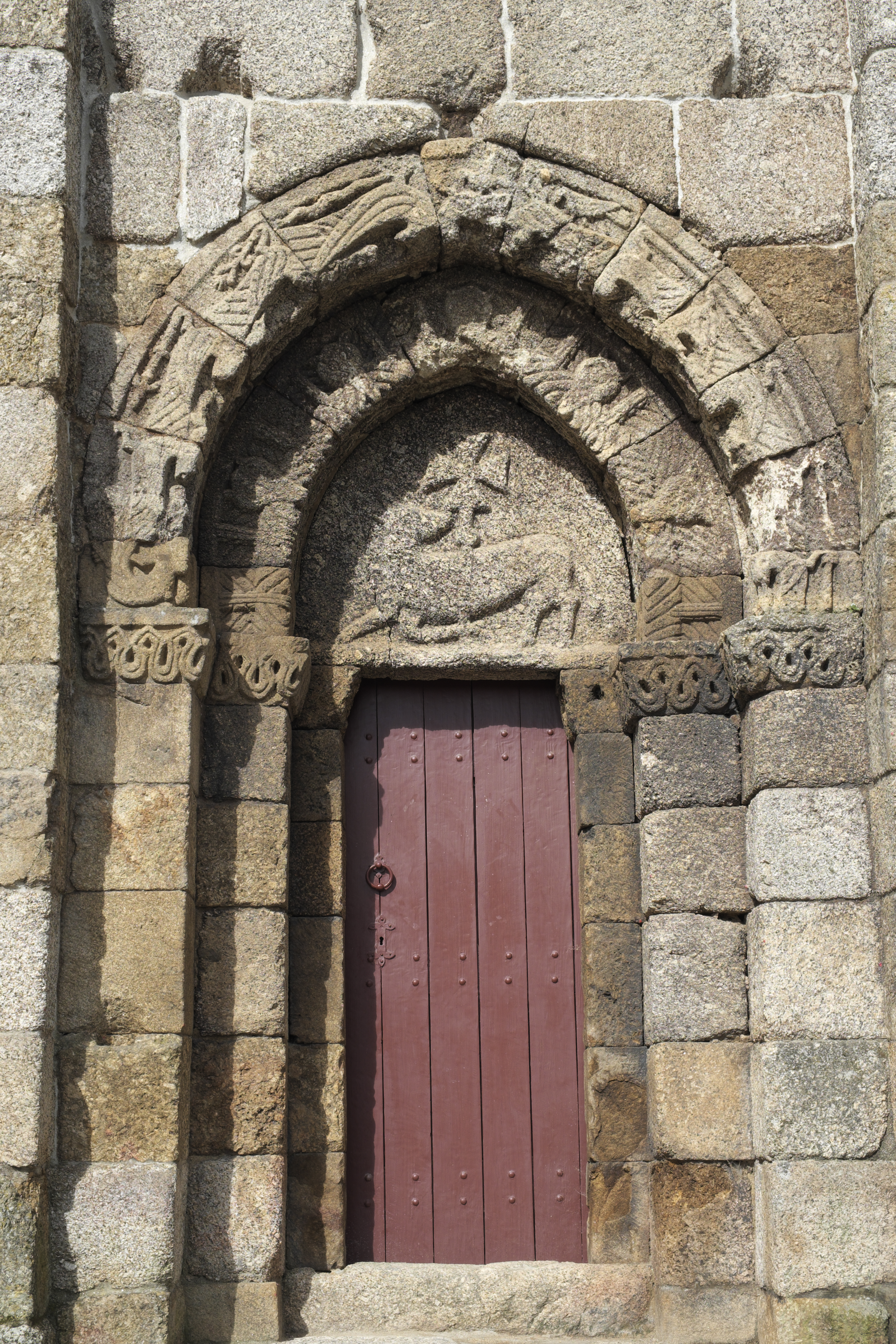
Portal da torre
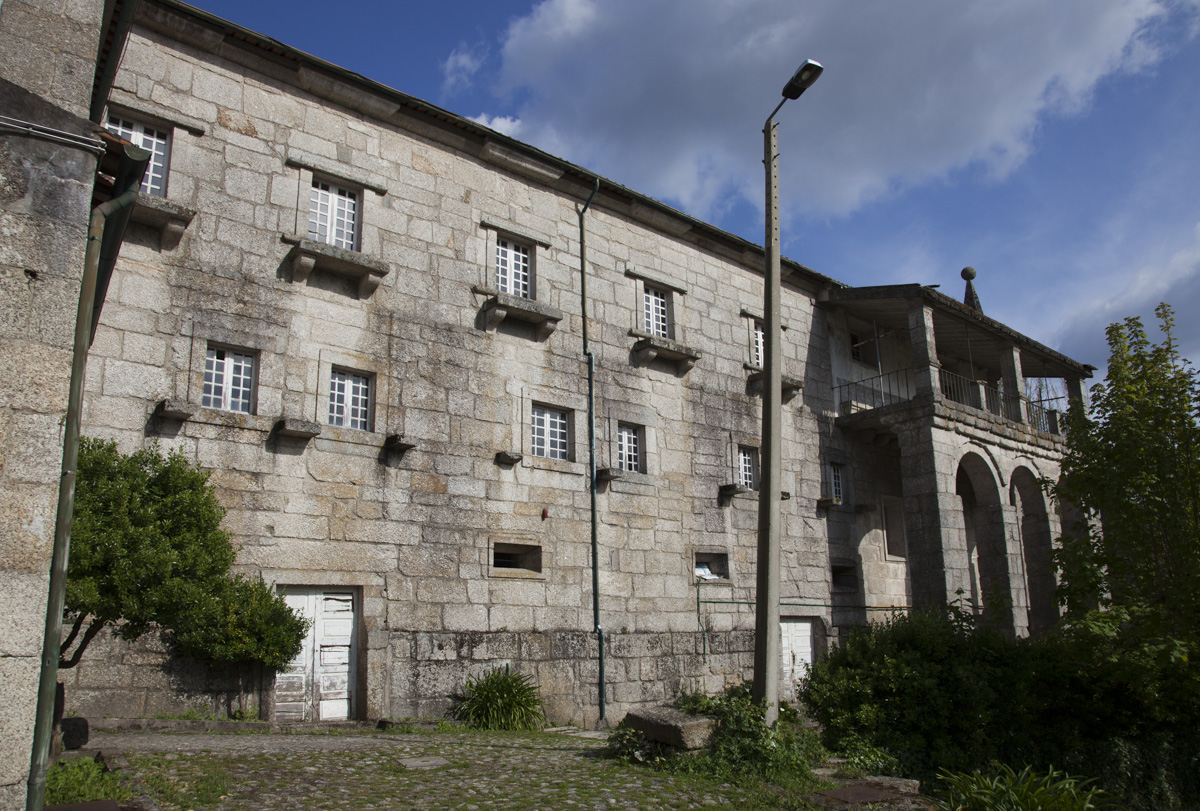
Convento
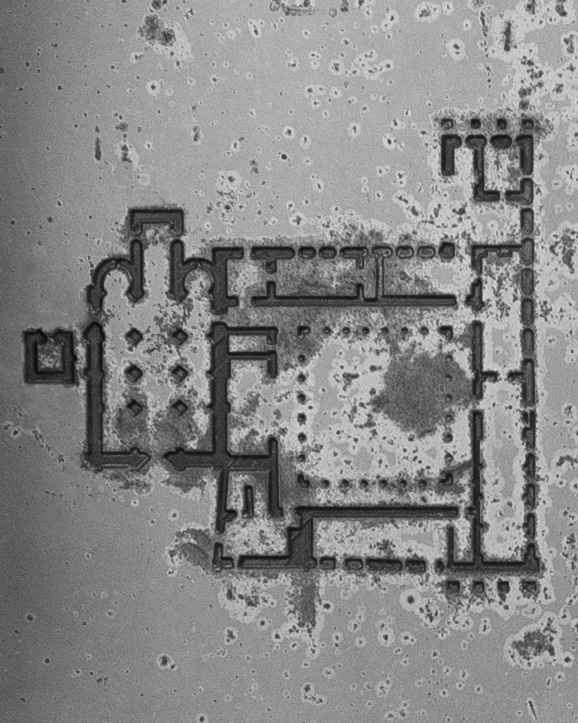
Planta do mosteiro

## Programa Revive
Em 2016 o mosteiro integrou o programa ‘Revive’, projeto do Estado português que prevê a abertura do património ao investimento privado para o desenvolvimento de projetos turísticos.
Área a afetar a uso turístico será total, com exceção da Igreja que está afeta ao culto, e o modelo jurídico será o de concessão.